# Aeropuerto W. H. Bramble
El Aeropuerto W. H. Bramble (en inglés: W. H. Bramble Airport) También llamado Aeropuerto Blackburne, era un pequeño aeropuerto internacional en la costa este de la isla de Montserrat, un territorio británico de ultramar en las Antillas Menores.
Debe su nombre al Ministro jefe de Montserrat William Henry Bramble.
El aeropuerto fue destruido en 1997 por una erupción del cercano volcán Soufriere Hills, que destruyo gran parte de la parte sur de la isla. Durante varios años después de la catástrofe, Montserrat era sólo accesible por helicópteros o barcos, hasta julio de 2005, cuando el nuevo Aeropuerto John A. Osborne se completó en el extremo norte de la isla. El aeropuerto Bramble había utilizado el código de aeropuerto IATA MNI, pero este ahora se ha transferido al nuevo aeropuerto.

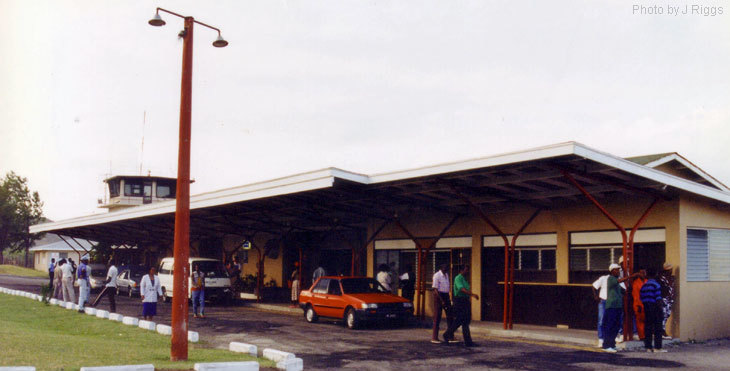
Terminal del aeropuerto en 1994, antes de que el volcán lo destruyó.

El aeropuerto todavía se podía ver hasta 2010 cuando el volcán Soufriere Hills hizo erupción más veces, dejando básicamente todo el aeropuerto enterrado, incluyendo la terminal y la pista, a pesar de que todavía quedan unos pedazos de concreto.
El aeropuerto Bramble fue servido por las siguientes aerolíneas:
- LIAT
- Winair
- FlyMontserrat
- Carib Aviation
- American Eagle Airlines (algunas veces)